# Жълтоок гълъб
Жълтоок гълъб (Columba eversmanni) е вид птица от семейство Гълъбови (Columbidae). Видът е световно застрашен, със статут Уязвим.

## Разпространение и местообитание
Разпространен е в Афганистан, Индия, Иран, Казахстан, Киргизстан, Китай, Пакистан, Таджикистан, Туркменистан и Узбекистан.